# Иван-царевич
Ива́н-царе́вич (Иван-королевич) — мифологизированный образ главного героя русских народных сказок. Его деяния — образец достижения наивысшего успеха. По повелению или по собственному долгу Иван Царевич призван выполнять некую опасную и сложную задачу, связанную с риском и героизмом, и при этом он проходит через такие испытания, которые и делают его достойным статуса «царевича». Упоминание о нём как о сказочном персонаже зафиксировано в литературе в конце XVIII—начале XIX века.
Герои конкретных сказок могут носить разные имена: Василий-царевич, Дмитрий-царевич, Сила-царевич, Финист ясный сокол и т. д., но все они восходят к указанному образу.

## Два образа
Иван-царевич выступает в сказках в двух разных образах:
- положительный персонаж, борющийся со злом, помогающий обиженным или слабым. Очень часто в начале сказки Иван-царевич беден, потерян родителями, преследуется врагами, не знает о своём царском происхождении. В таких сказках как награду за героическое поведение и добрые дела Иван-царевич получает назад своё царство, трон или находит своих царственных родителей. Но даже если он изначально царевич, то в конце сказки он обычно получает своеобразный приз в виде чужого полцарства, царской или королевской дочери, волшебного или дорогого коня, драгоценных или волшебных предметов или даже дополнительного ума или волшебных умений.
- отрицательный персонаж, который обычно противопоставляется персонажу простого происхождения, например, Ивану-рыбацкому сыну. В этом случае Иван-царевич зол, коварен и различными способами пытается погубить положительных героев и отнять у них заслуженную награду. В конце бывает посрамлён и наказан, но практически во всех случаях остаётся жив.

Как сказочный персонаж, Иван-царевич связан чаще всего только с несколькими определёнными сюжетами. Каждый такой сюжет от сказки к сказке почти не меняется, меняются только описания действующих лиц и их имена.
Обычно Иван-царевич (как и Иван-дурак) является младшим из трёх сыновей царя.

## Сценарии сказок с участием Ивана-царевича

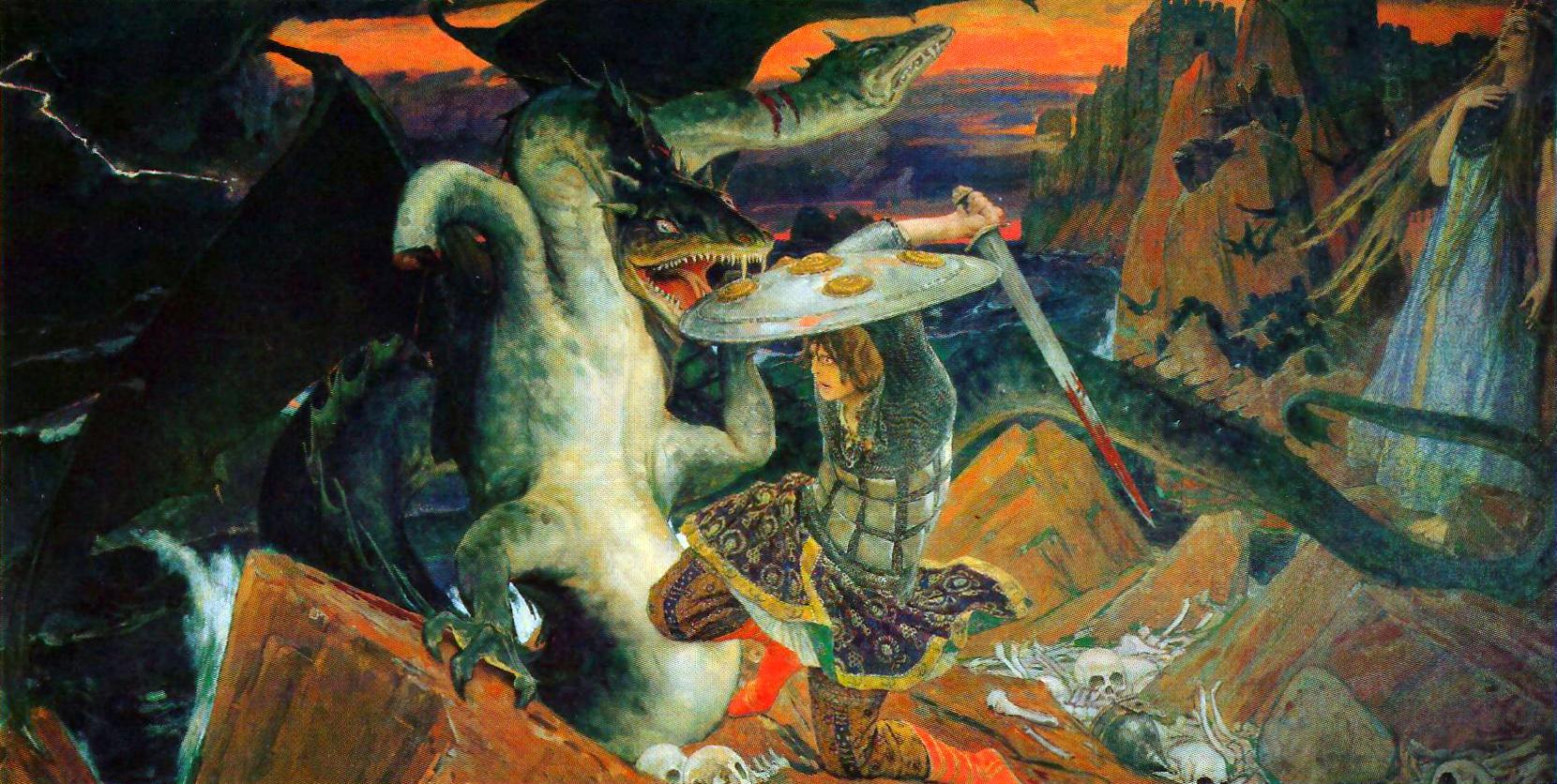
В. М. Васнецов «Бой Ивана Царевича со Змеем»

- У Ивана-царевича два старших брата (Фёдор и Василий) и три сестры (Марья, Ольга и Анна).
- В начале сказки Иван-царевич третируется своими старшими братьями или родственниками, а в конце занимает главенствующее место среди них.
- Отец обещает Ивана-царевича Морскому (Подземному, заморскому) царю или могущественному волшебнику прежде его рождения. Один из сказочных сюжетов описывает побег Ивана из царства такого царя или волшебника.
- Повзрослев, Иван предпринимает дальние экспедиции в поисках различных волшебных вещей и животных (молодильных яблок, живой воды, Жар-птицы, которая прилетает в царский сад клевать эти яблоки).
- Попутно Иван-царевич встречает неожиданного помощника-животное: Серого Волка или волчицу, зайчиху, утку, сокола, щуку.
- Часто он добывает или спасает животное, и оно ему верно служит: Сивка-Бурка или другой волшебный конь.
- Часто животное-помощник оживляет убитого Ивана-царевича и убивает его врагов (например, коварных братьев).
- В ряде сюжетов Иван-царевич ищет свою похищенную Кощеем жену. Одолеть Кощея помогает Баба-Яга.
- Женами Ивана-царевича оказываются то Елена Прекрасная, то дочь Кощея Василиса Премудрая (Царевна-лягушка), то степная королева-воительница Марья Моревна.

## Сказки
- Иван-царевич и Серый волк
- Иван-царевич и Белый Полянин
- Царевна-лягушка
- Марья Моревна
- Морской Царь и Василиса Премудрая
- Сказка о молодильных яблоках и живой воде
- Иван-царевич и Марфа-царевна

Многочисленные сказки об Иване-царевиче изданы у Афанасьева, Садовникова, Худякова, Эрленвейна и др.

## В искусстве

### Кино
- После дождичка в четверг
- На златом крыльце сидели
- Лесная царевна

### Мультфильмы
- Царевна-лягушка (1954)
- Царевна-лягушка (1971)
- Василиса Прекрасная (1977)
- Иван Царевич и Серый Волк (2011) — мультфильм, режиссёр Владимир Торопчин, Ивана озвучивает Никита Ефремов
  - Иван Царевич и Серый Волк 2 (2013)
  - Иван Царевич и Серый Волк 3 (2016)
  - Иван Царевич и Серый Волк 4 (2019)